# HAT-P-54
HAT-P-54 — одиночная звезда в созвездии Близнецов на расстоянии приблизительно 470 световых лет (около 144 парсек) от Солнца. Видимая звёздная величина звезды — +13,505m. Возраст звезды определён как около 3,9 млрд лет.
Вокруг звезды обращается, как минимум, одна планета.

## Характеристики
HAT-P-54 — оранжевый карлик спектрального класса K. Масса — около 0,645 солнечной, радиус — около 0,69 солнечного, светимость — около 0,14 солнечной. Эффективная температура — около 4445 K.

## Планетная система
В 2014 году командой астрономов, работающих в рамках проекта HATNet, у звезды обнаружена планета HAT-P-54 b.